# Fraubrunnenhaus

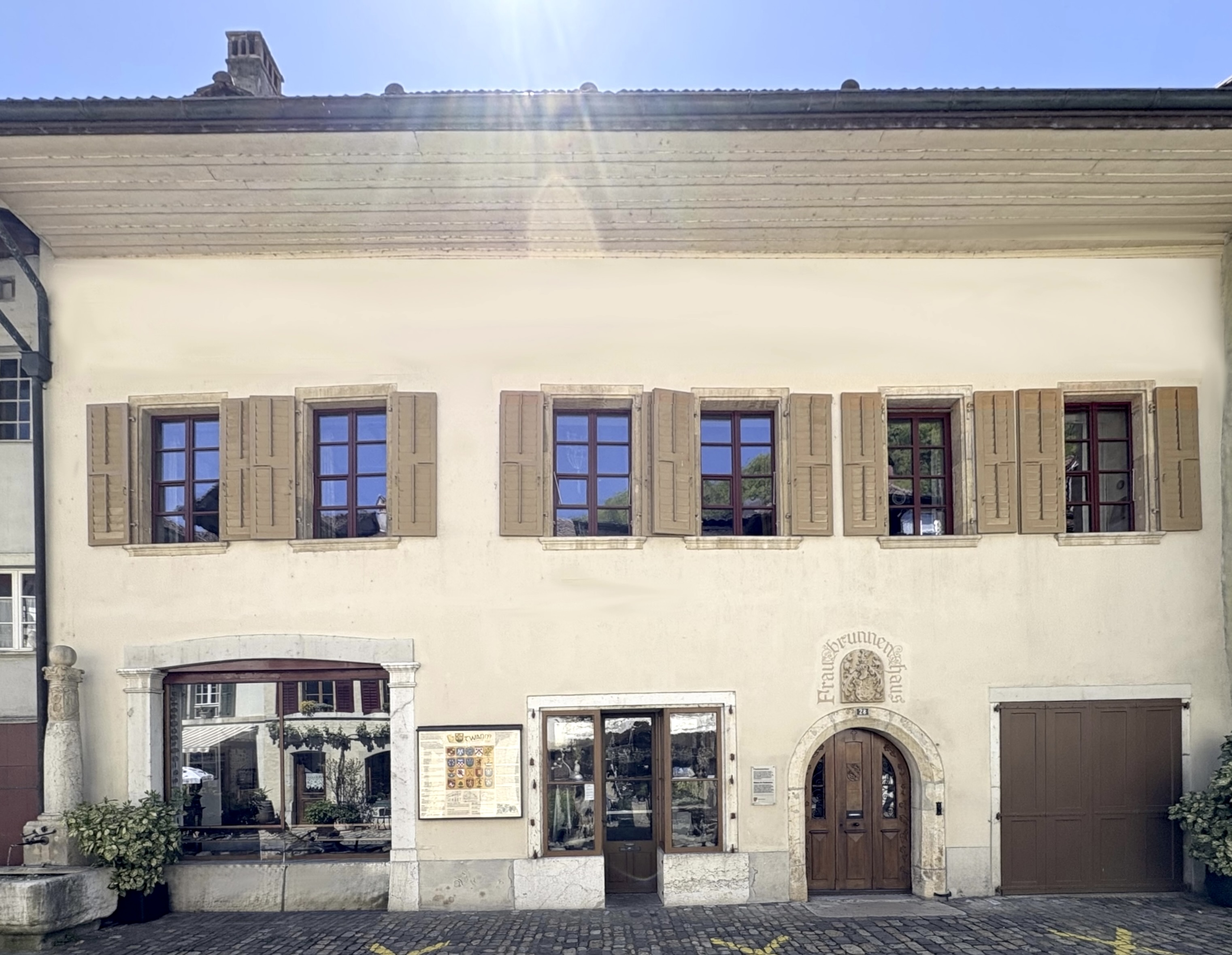
Fraubrunnenhaus

Das Fraubrunnenhaus steht in Twann am Bielersee im Schweizer Kanton Bern. Im Haus im Zentrum des Dorfes an der Dorfgasse 28 untergebracht ist das «Pfahlbaumuseum Irlet Twann».

## Fraubrunnenhaus
Der Renaissancebau ist eines der ältesten erhaltenen Häuser in Twann. Sein Kern war in der Zeit um 1300 das Herbsthaus des Zisterzienserinnen-Klosters Fraubrunnen. Es enthielt die Wohnung des Rebschaffners (Verwalters) und Räume für den Landvogt und sein Gefolge, wenn sie im Herbst zur Weinlese an den See kamen. Der Wein wurde an einer eigenen Schifflände wegtransportiert. Die vor allem aus bernischem Landadel stammenden Nonnen hatten hier seit 1263 Rebbesitz, zum Fraubrunnenhaus gehörten 6,8 Hektar Rebland. Nach einem Brand wurde das Haus 1572 vergrössert wieder aufgebaut und erhielt seine heutige Fassade. Die damalige Dachkonstruktion hat sich bis heute erhalten. Um 1730 und um 1835 wurde das Haus nach Süden vergrössert, um 1880 wurden die Südflügel verbunden und im Erdgeschoss ein Laden und ein Magazin eingerichtet. Nach dem Fall der Stadt und Republik Bern ersteigerte der Gutsverwalter Sigmund Conrad Irlet (1757–1834) das Haus 1804 vom Staat Bern, seither ist es in Besitz der Familie Irlet resp. Zwez. Um 1875, als das Pfahlbaufieber in der Region seinen Anfang nahm, wurden erste Fundgegenstände in das Haus gebracht.

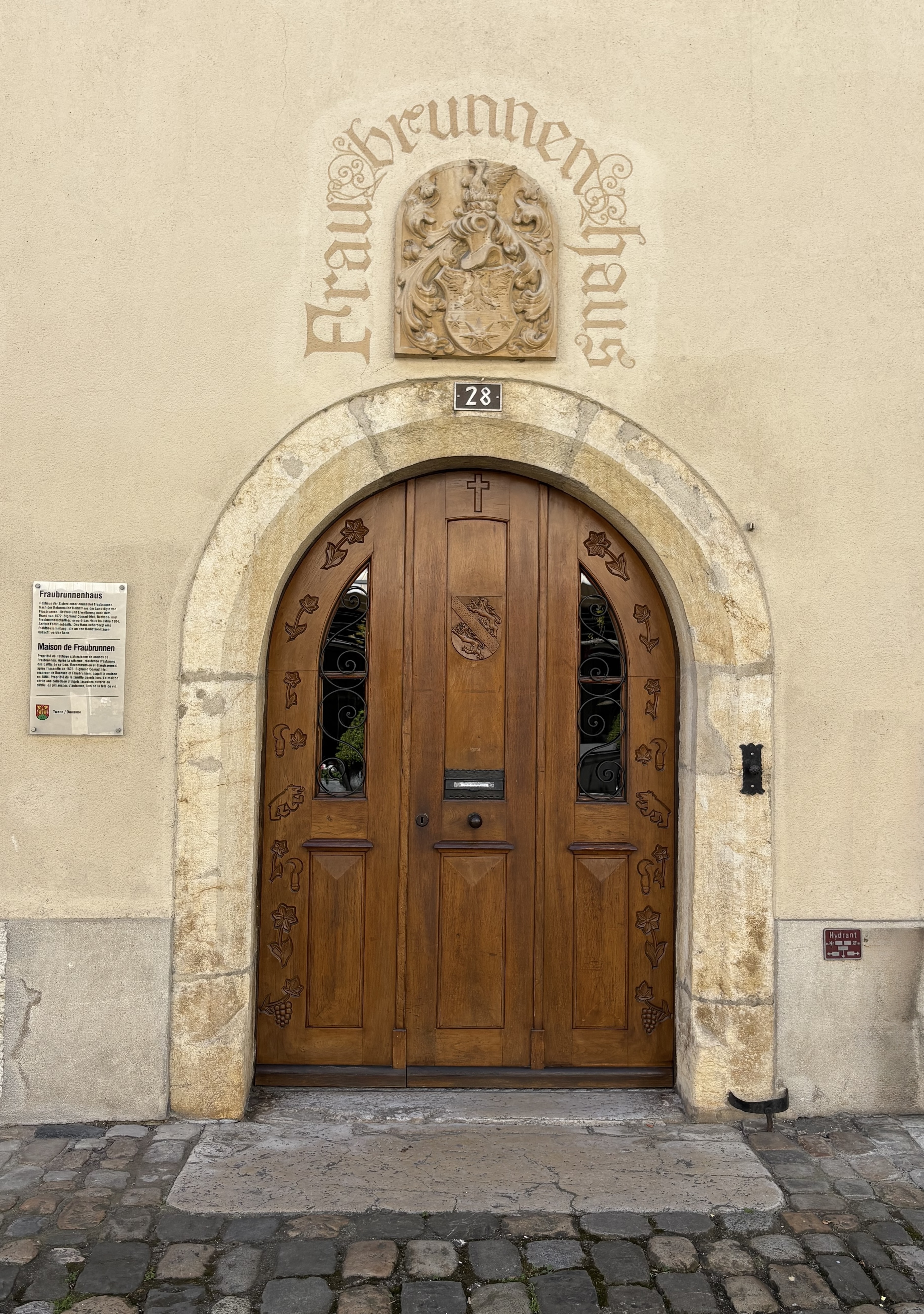
Eingangstür
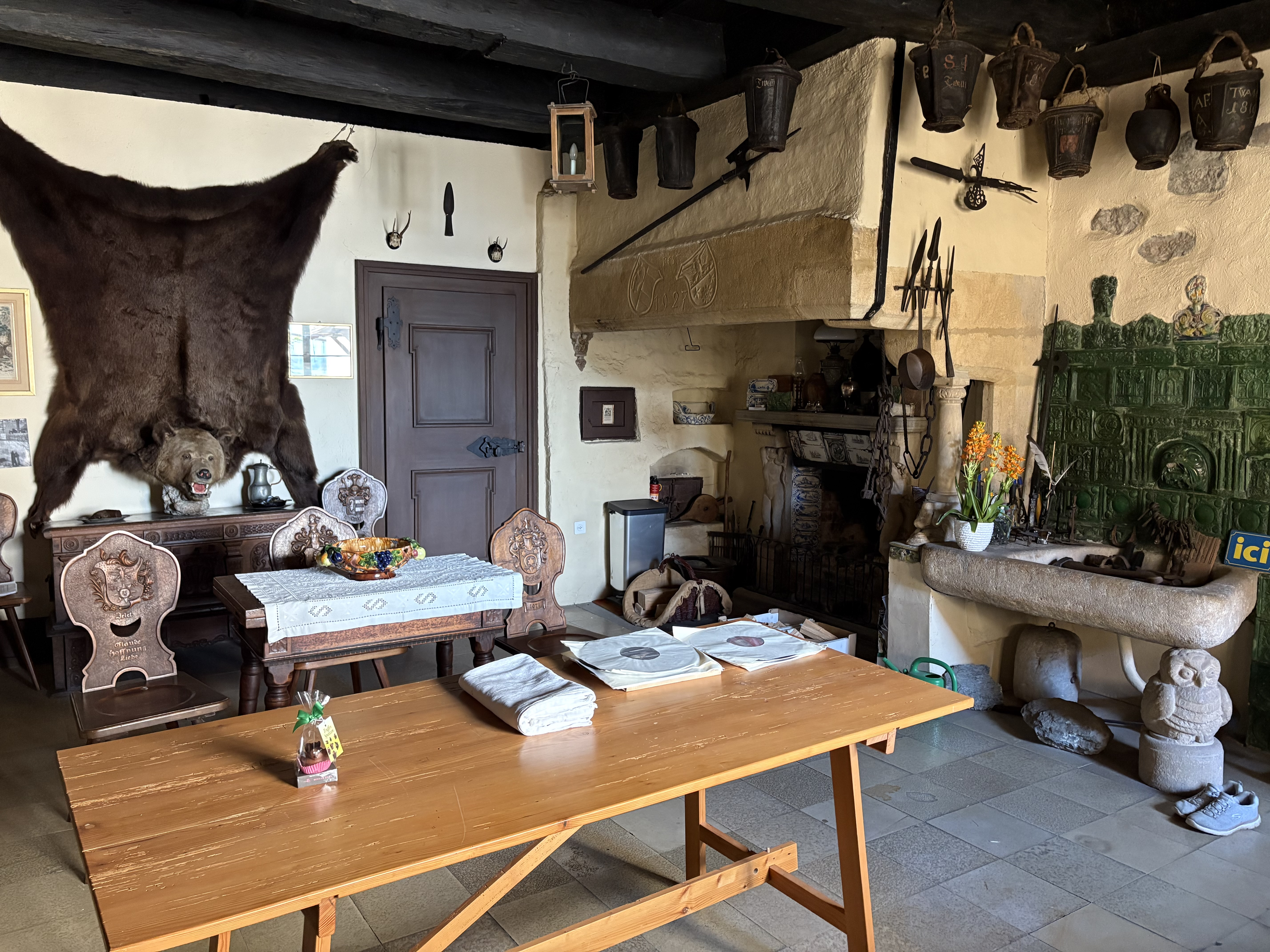
Halle im Obergeschoss
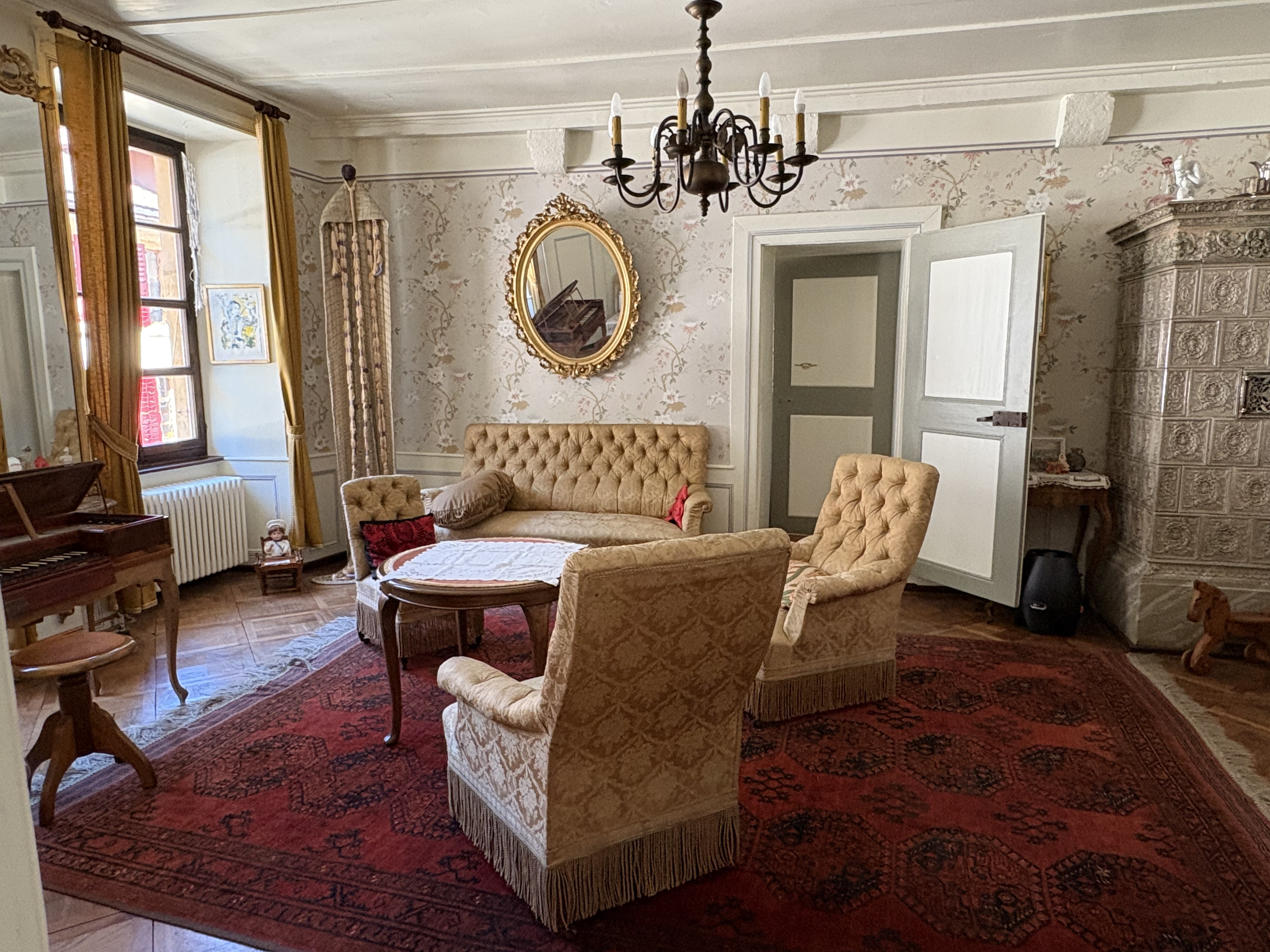
Salon
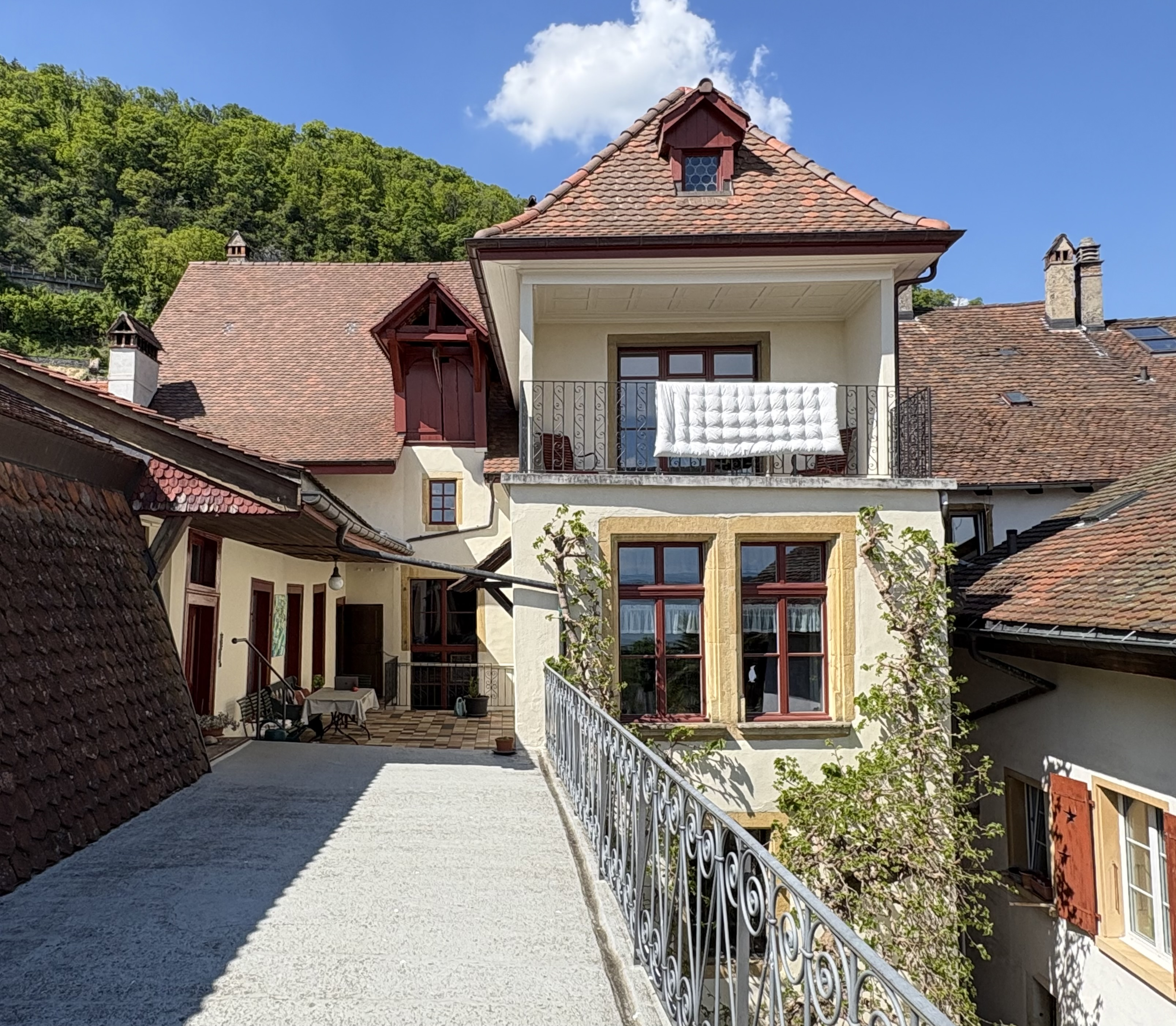
Terrasse auf der Seeseite

## Funde aus der Pfahlbauzeit

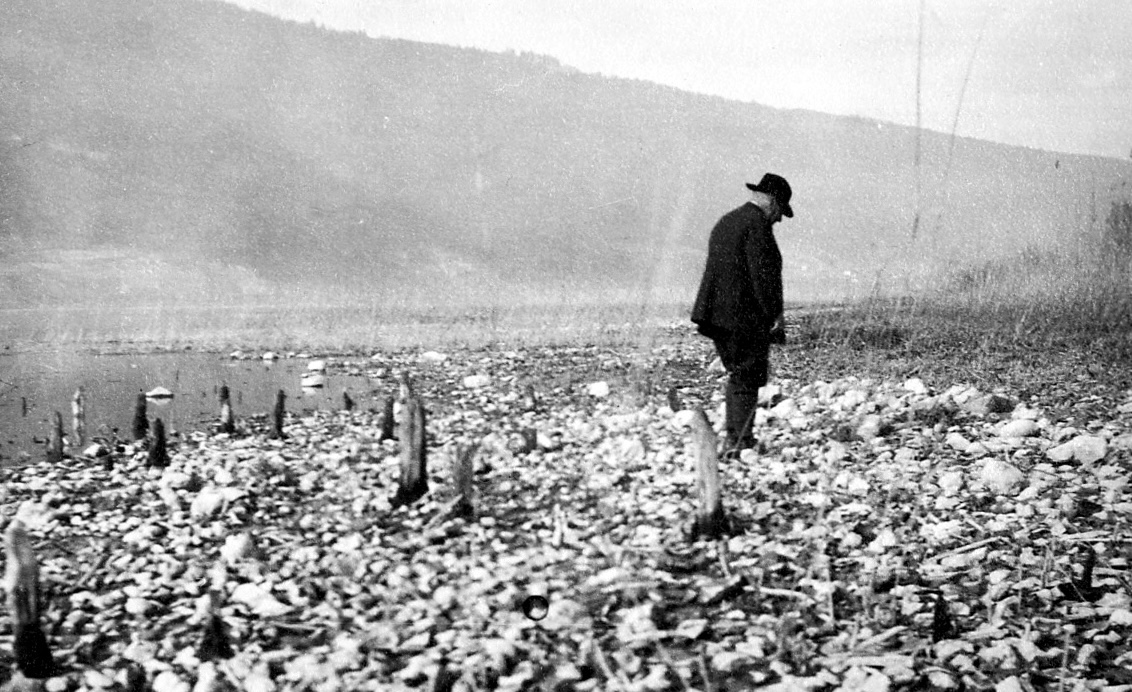
Karl Irlet auf der Suche nach Gegenständen, um 1915

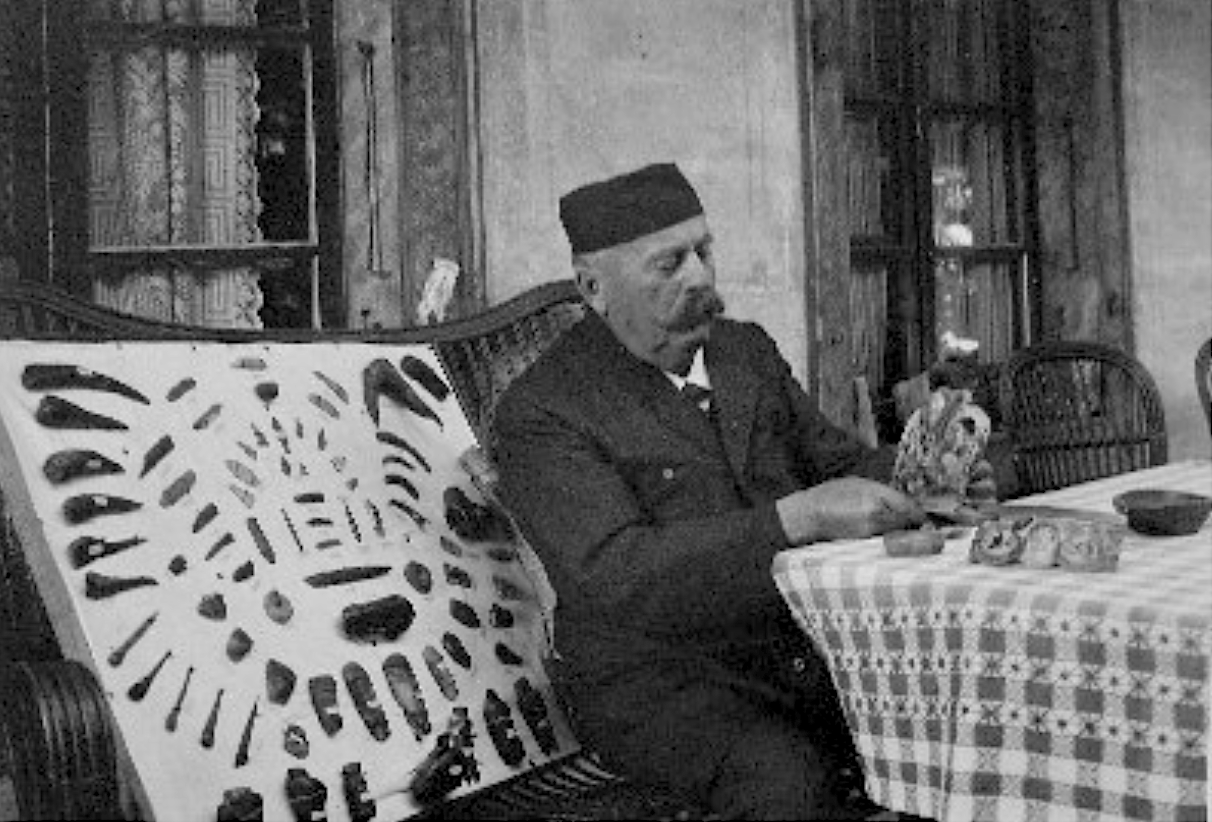
Karl Irlet mit „Alterthümern“ auf der Terrasse des Fraubrunnenhauses, um 1910

Durch die Absenkung der drei Seen anlässlich der ersten Juragewässerkorrektion (1868–1891) traten an den flachen Ufern von Murten-, Neuenburger- und Bielersee Reste von Pfahlbausiedlungen aus der Bronzezeit zu Tage.
Die meisten Funde aus dem 19. und frühen 20. Jahrhundert im Museum in Twann stammen aus Stationen am Südufer des Bielersees wie Sutz-Lattrigen, Öfeli, Mörigen, Lüscherz, Vinelz und anderen.

## Museum
Die Sammlung mit regionalen jungsteinzeitlichen Funden nimmt den ehemaligen Ladenraum im Erdgeschoss ein. Sie geht zurück auf Wilhelm Irlet (1802–1857), der 1846 am Südufer gegenüber von Twann vor Mörigen auf einer erhöhten Stelle mit Pfählen Bruchstücke von Vasen fand. In den 1880er Jahren setzte die Sammeltätigkeit seines Sohnes ein, des Amtsrichters und Kaufmanns Karl Irlet (1845–1926), die wiederum von seinem Sohn fortgeführt wurde, dem Pfarrer Carl Irlet (1879–1953). Im Januar, Februar und März, wenn der Seespiegel tief lag und ein Sturm die sandigen Ufer aufgespült hatte, fuhr der Pfarrer oft mit seinem Motorboot über den See und landete bei einem der Fundorte. Er grub nie, aber sein geübtes Auge erlaubte ihm, Gegenstände zu finden, die mit grösster Wahrscheinlichkeit aus der Pfahlbauzeit stammten.
Während die Funde von Wilhelm Irlet nicht belegt bzw. dokumentiert sind, gibt es zu den Funden von Karl Irlet zahlreiche Belege wie Fotos und Briefe, in denen er über seine Forschungen berichtet. So schrieb er beispielsweise u. a.: Nachfolgende Art wurden ca. 10 Minuten unterhalb von Twann aufgefunden. Nº 1 ist ein kleiner vierkantiger, eiserner Dolch. a und b sind Reste der hölzernen Griffe, 2 3 4 5 sind eiserne Messer. Nº 4 zeichnet sich durch eine grössere Breite und eine ziemlich tiefe Rinne am oberen Theil … Nº 11 ist ein Klappmesser mit eisen Klinge und broncenem Griff, sehr hübsch … Es sind nicht alle Funde von Karl Irlet erhalten geblieben; vermutlich verkaufte er anfangs des 20. Jahrhunderts einige Gegenstände, um das Theologiestudium seines Sohnes zu finanzieren.
Das Museum enthält auch Funde der Lüscherzer Bauernfamilie Dubler. Die Familie geriet in den 1940er Jahren in finanzielle Schwierigkeiten, ein Traktor musste geflickt werden. Carl Irlet half aus und erhielt dafür Teile der Pfahlbausammlung der Familie. Dank guter Beschriftung ist heute noch klar, um welche Stücke es sich handelt, oft herausragend schöne.

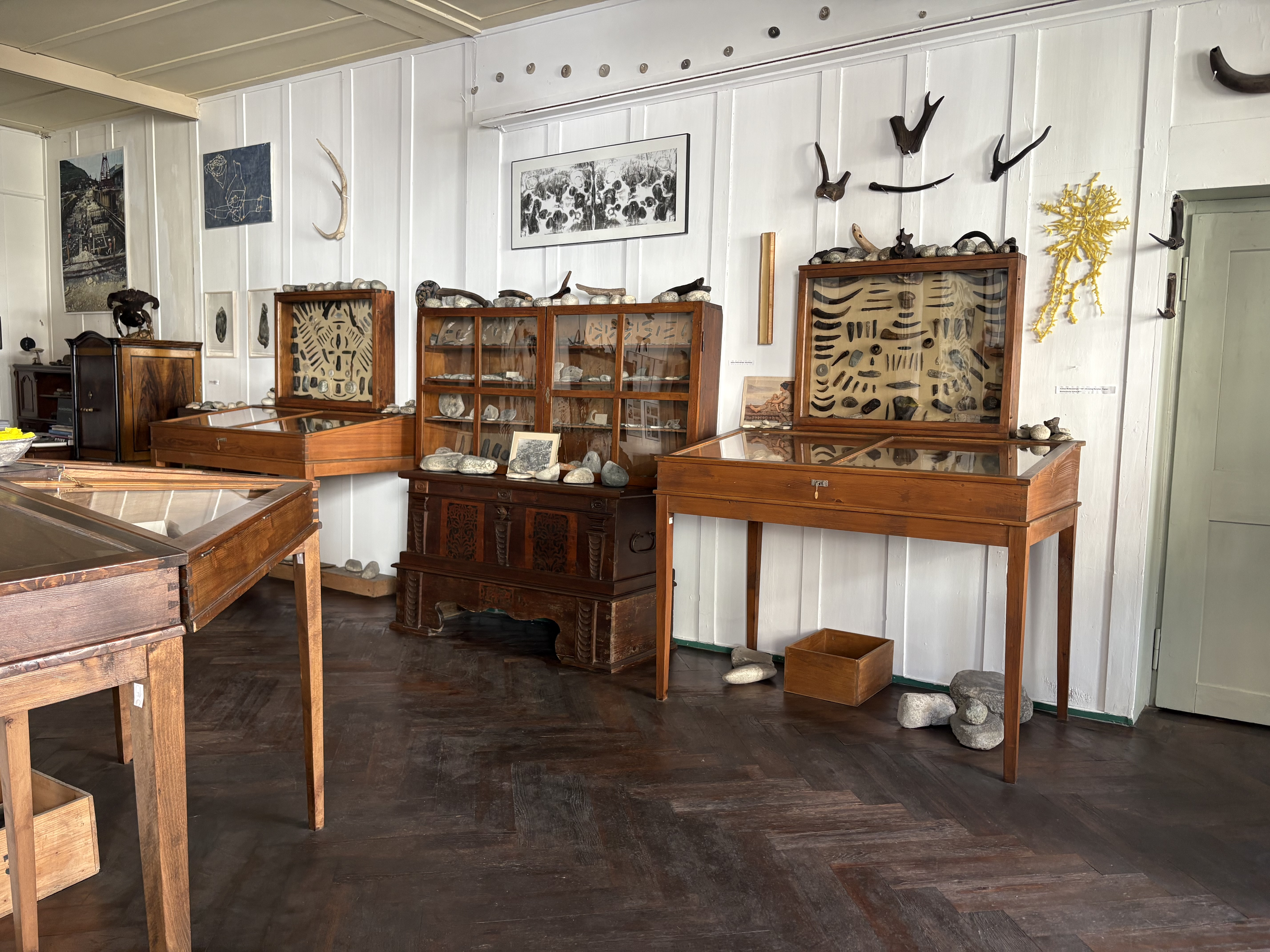
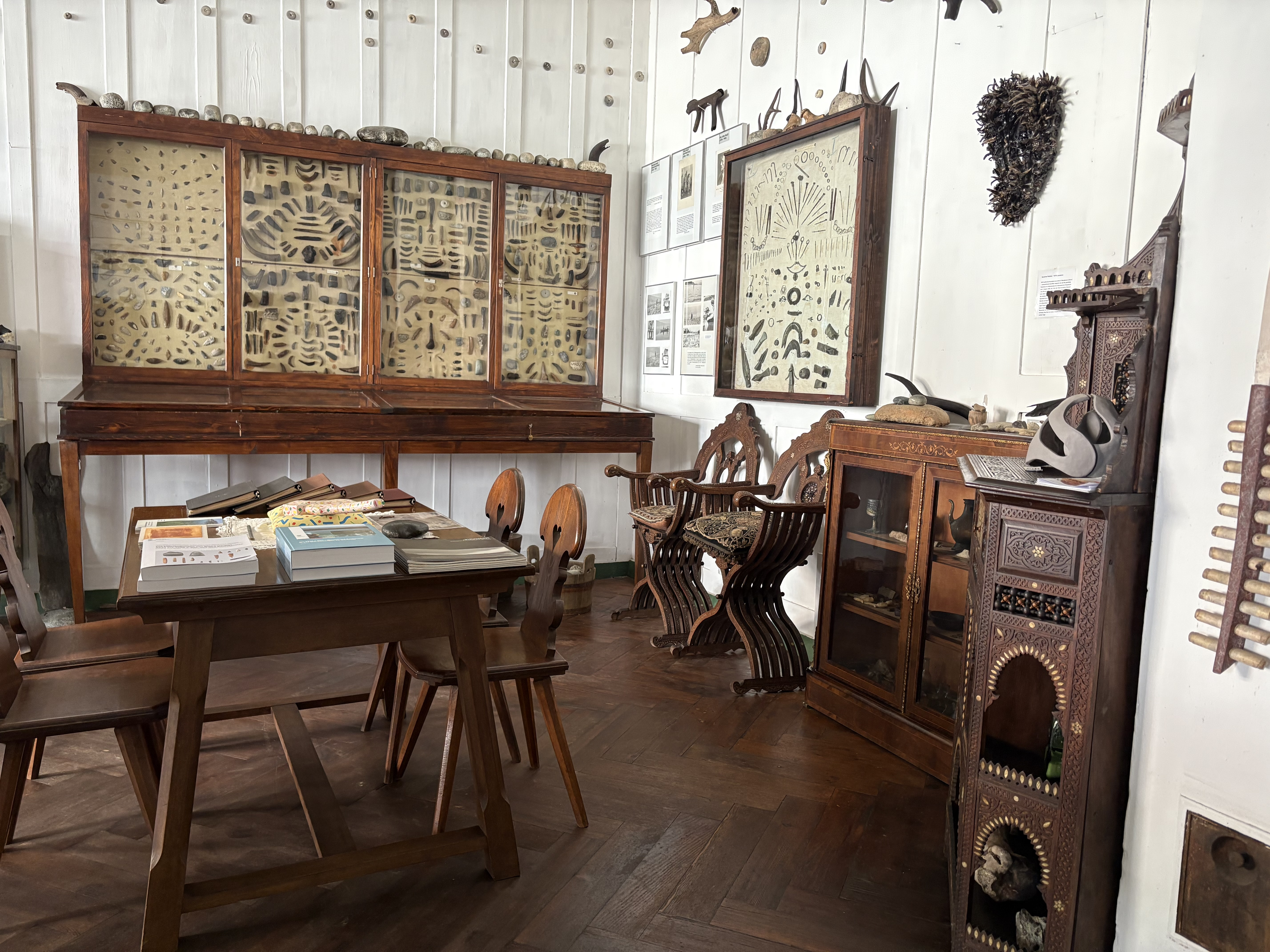
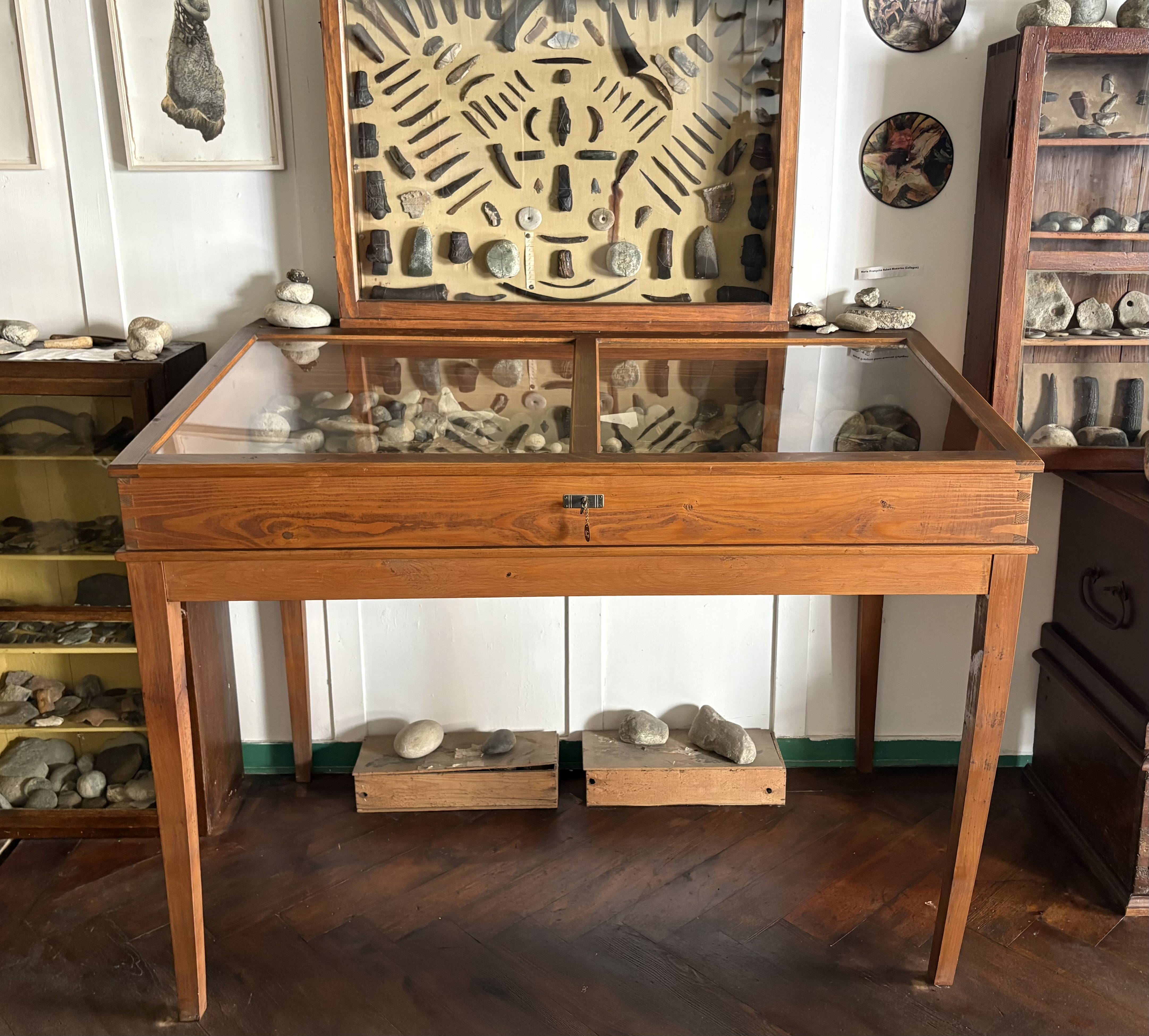
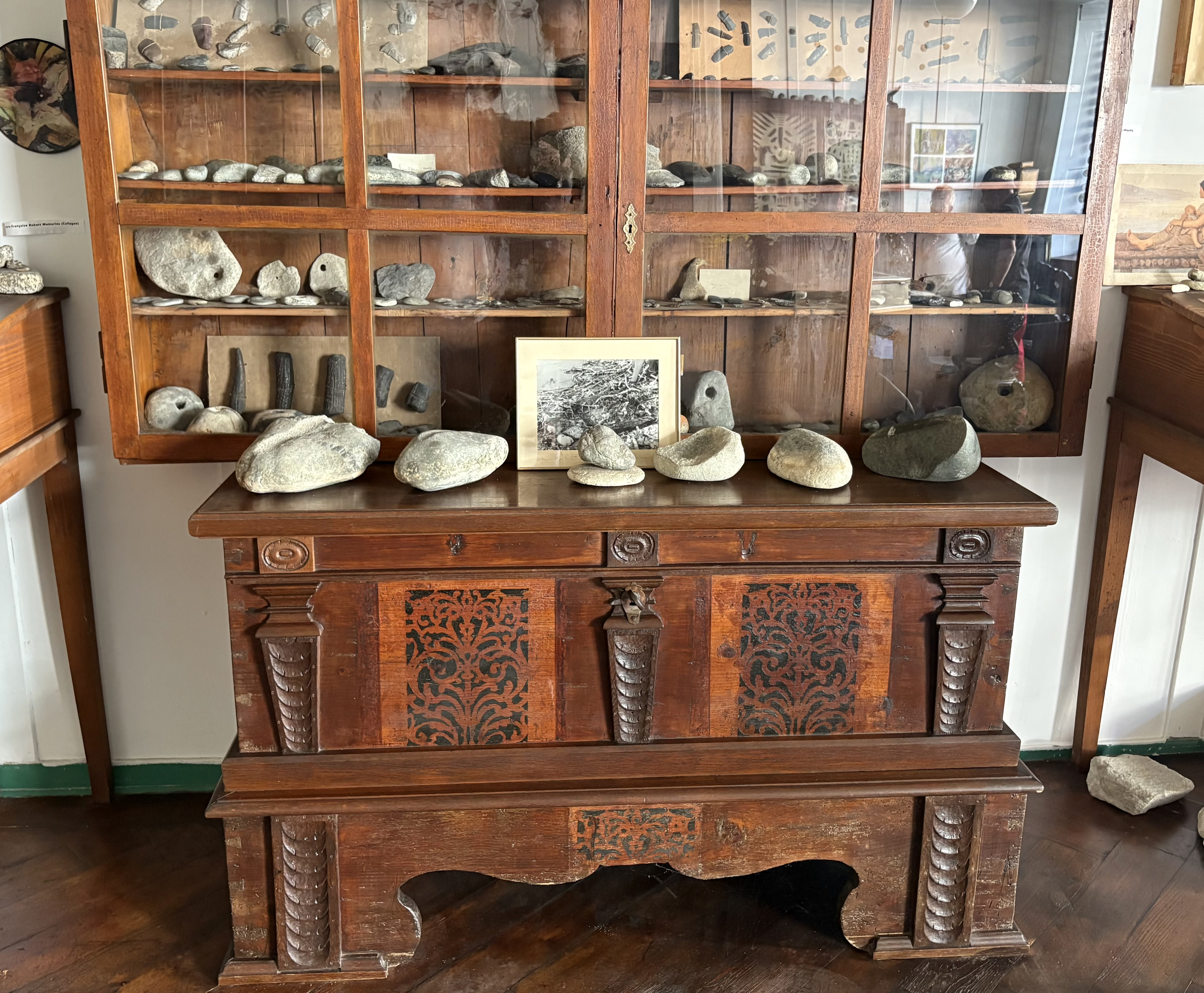
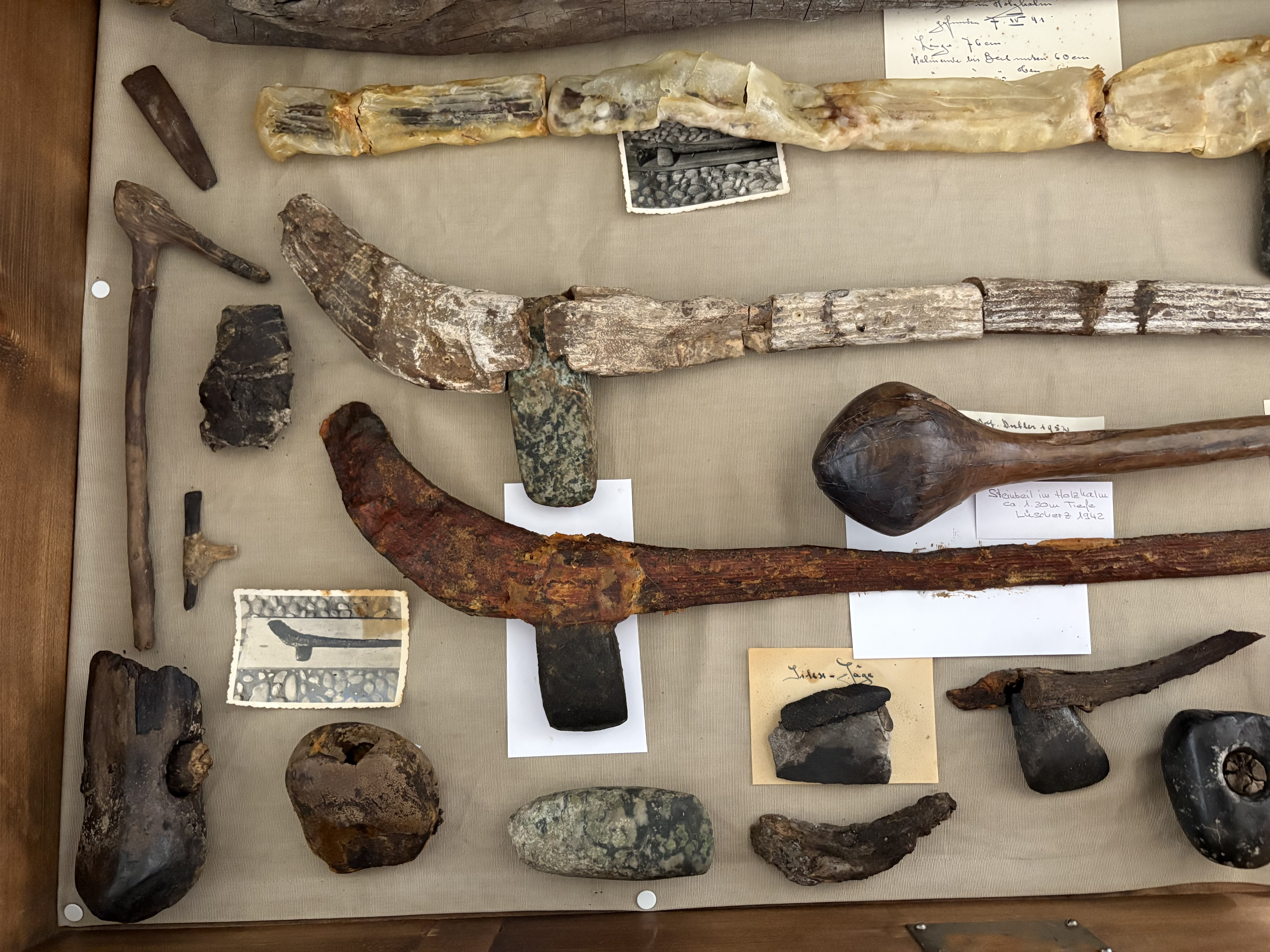

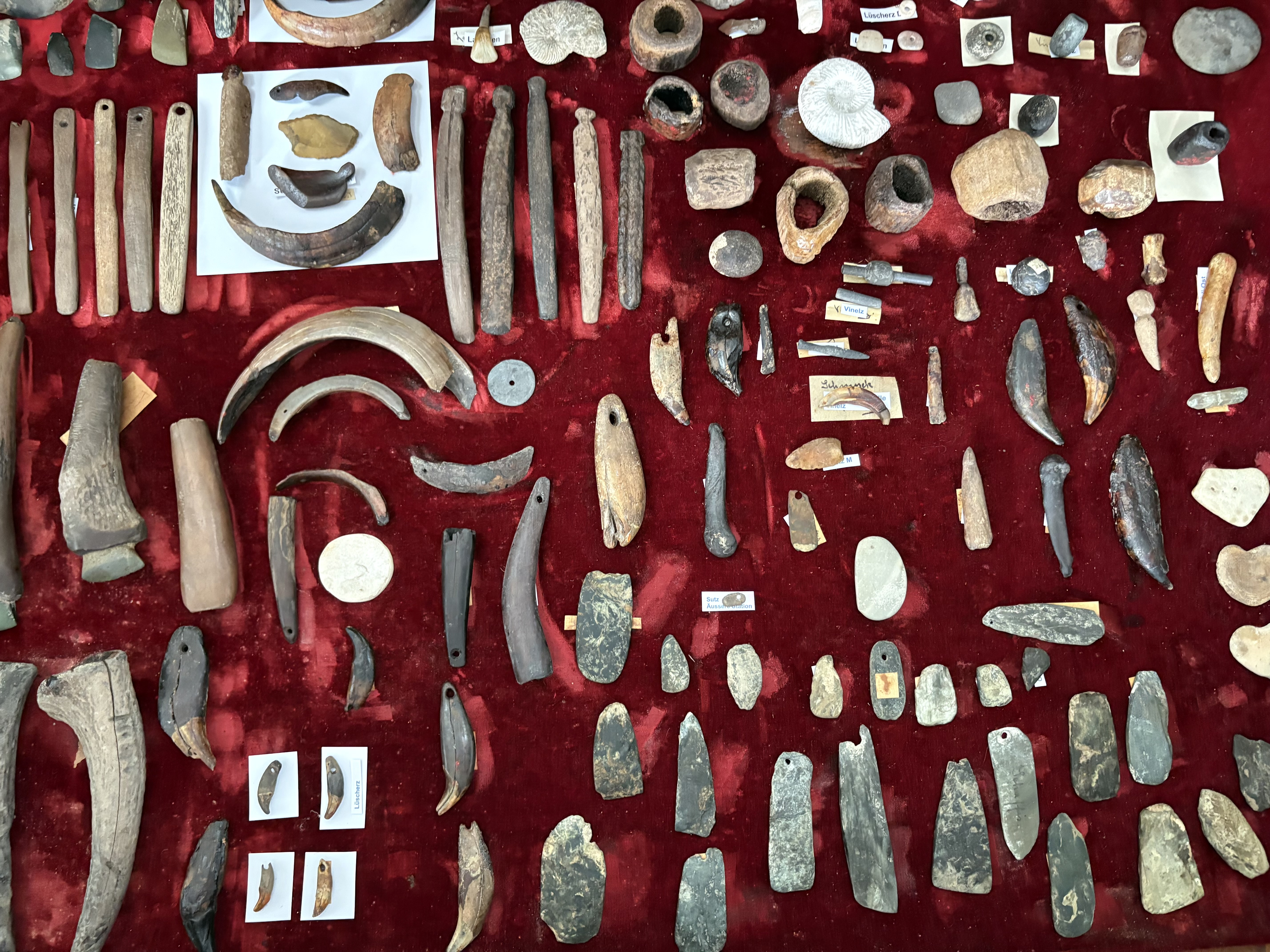
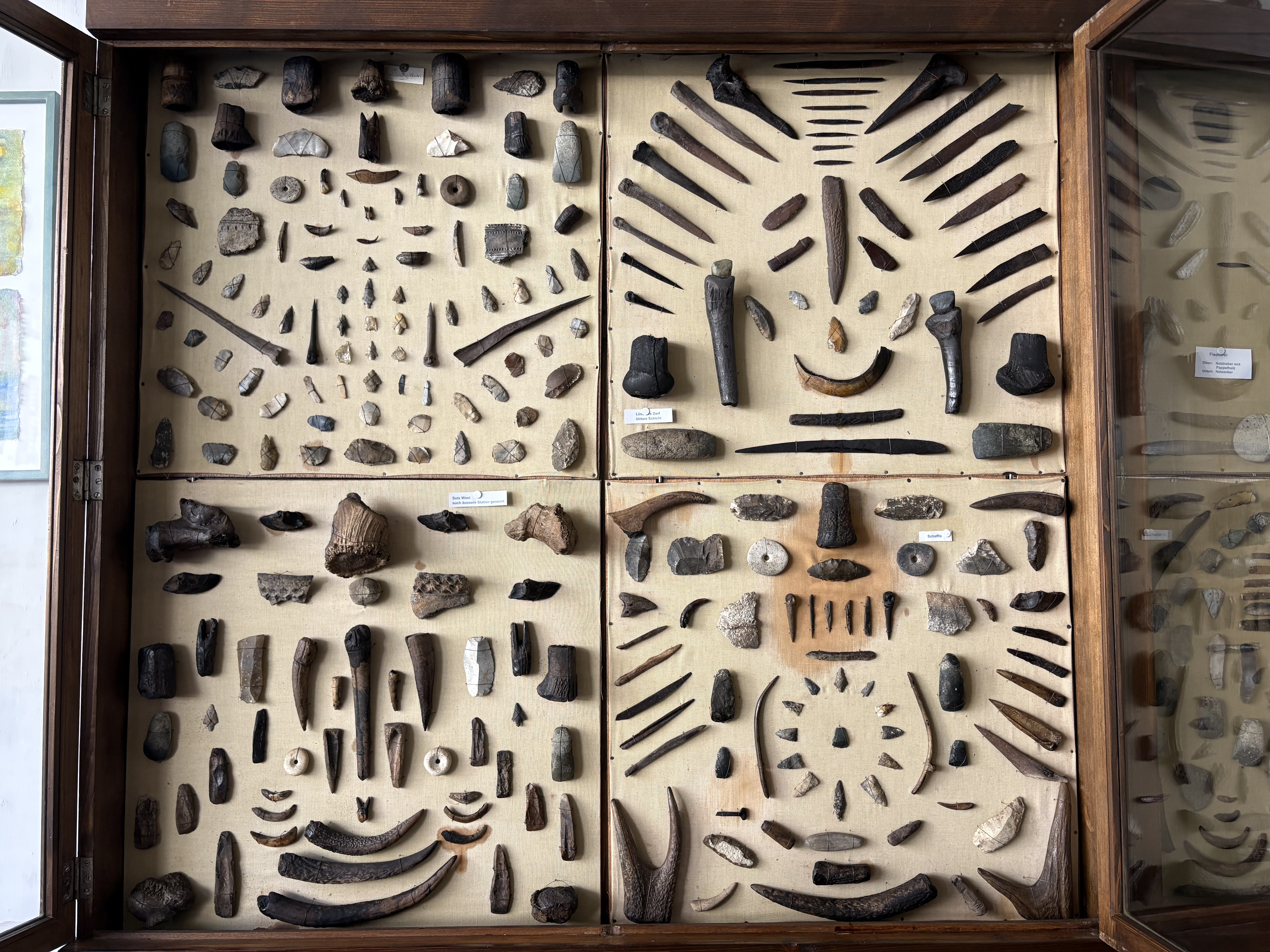
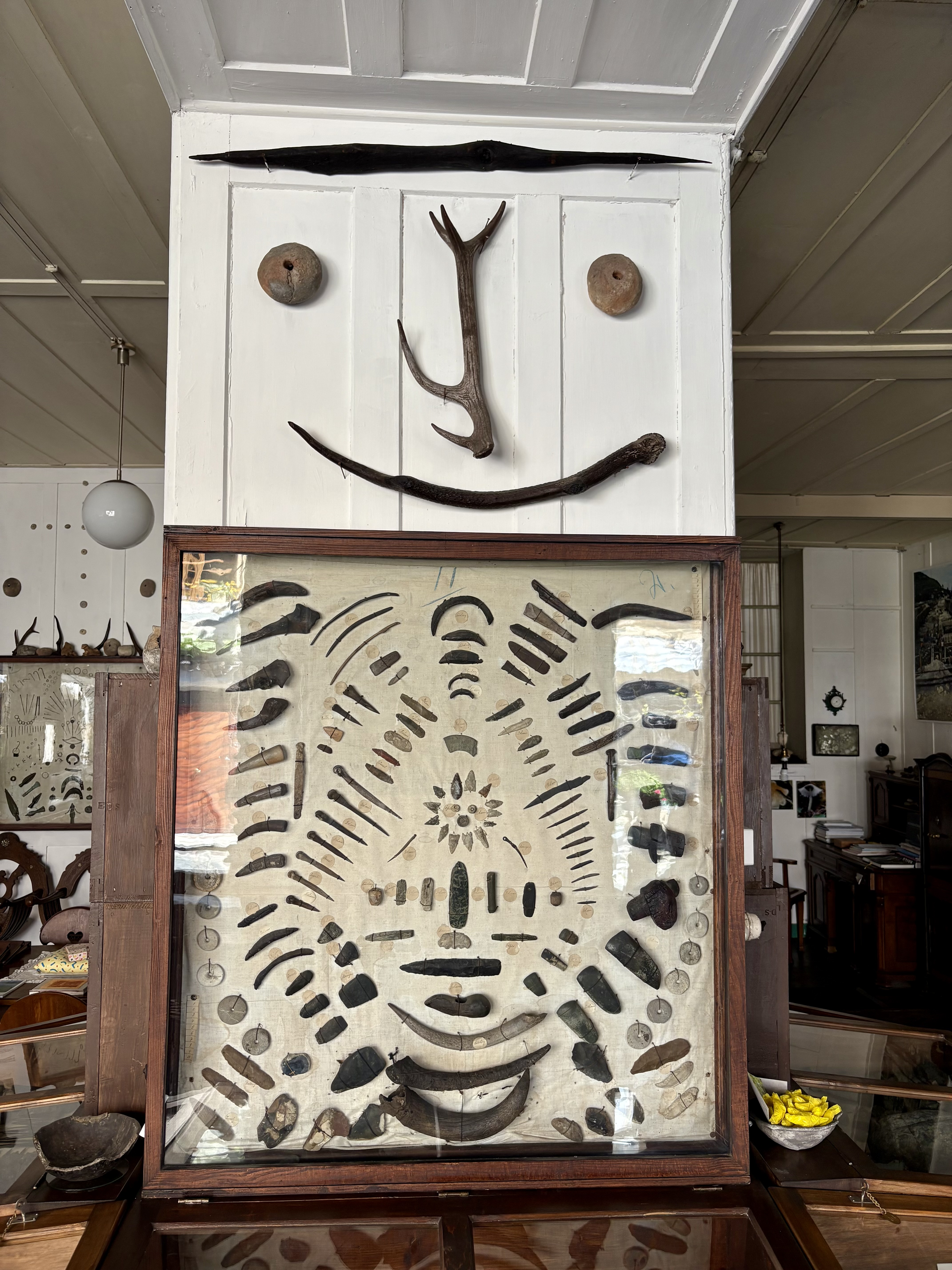
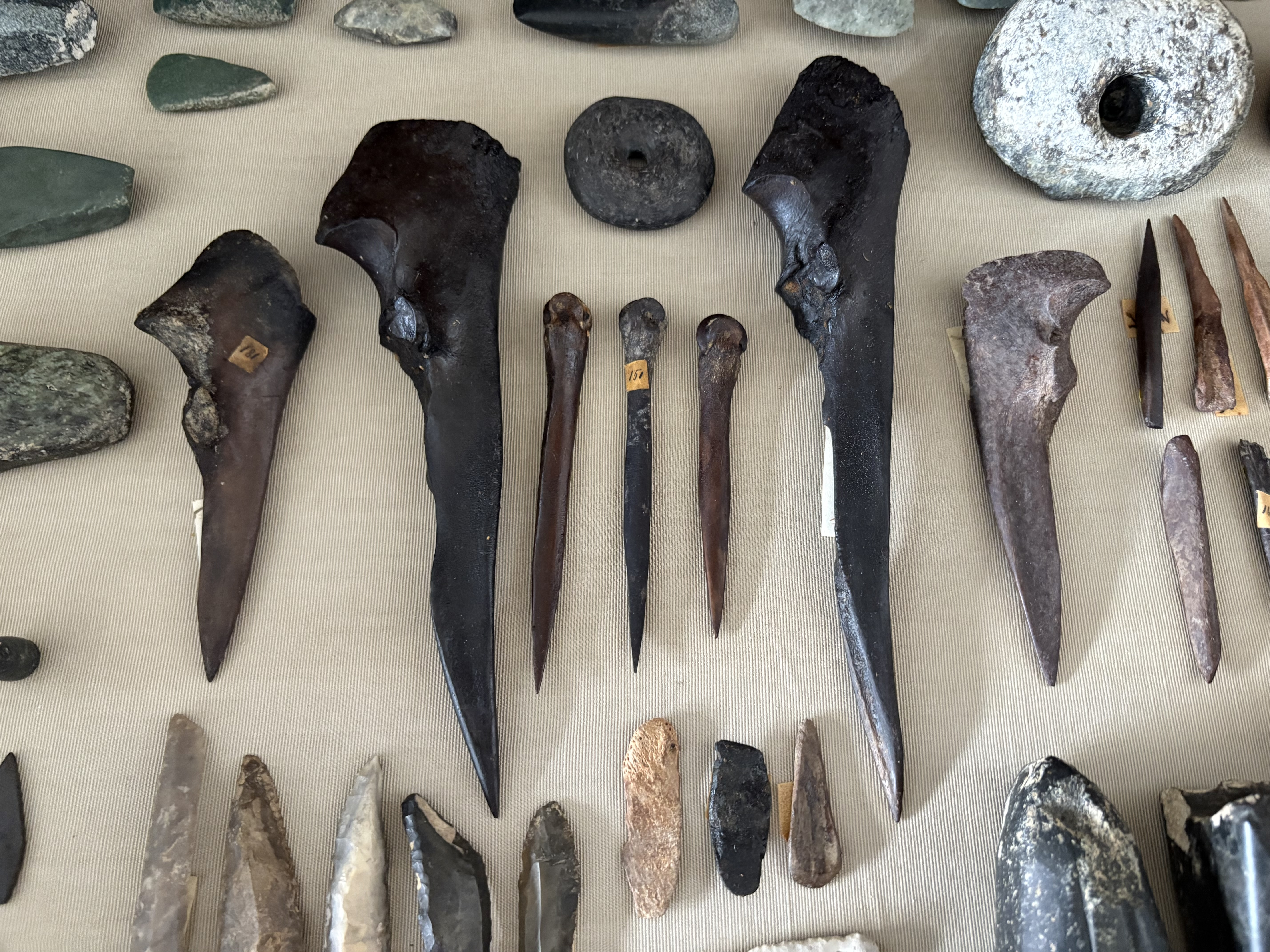
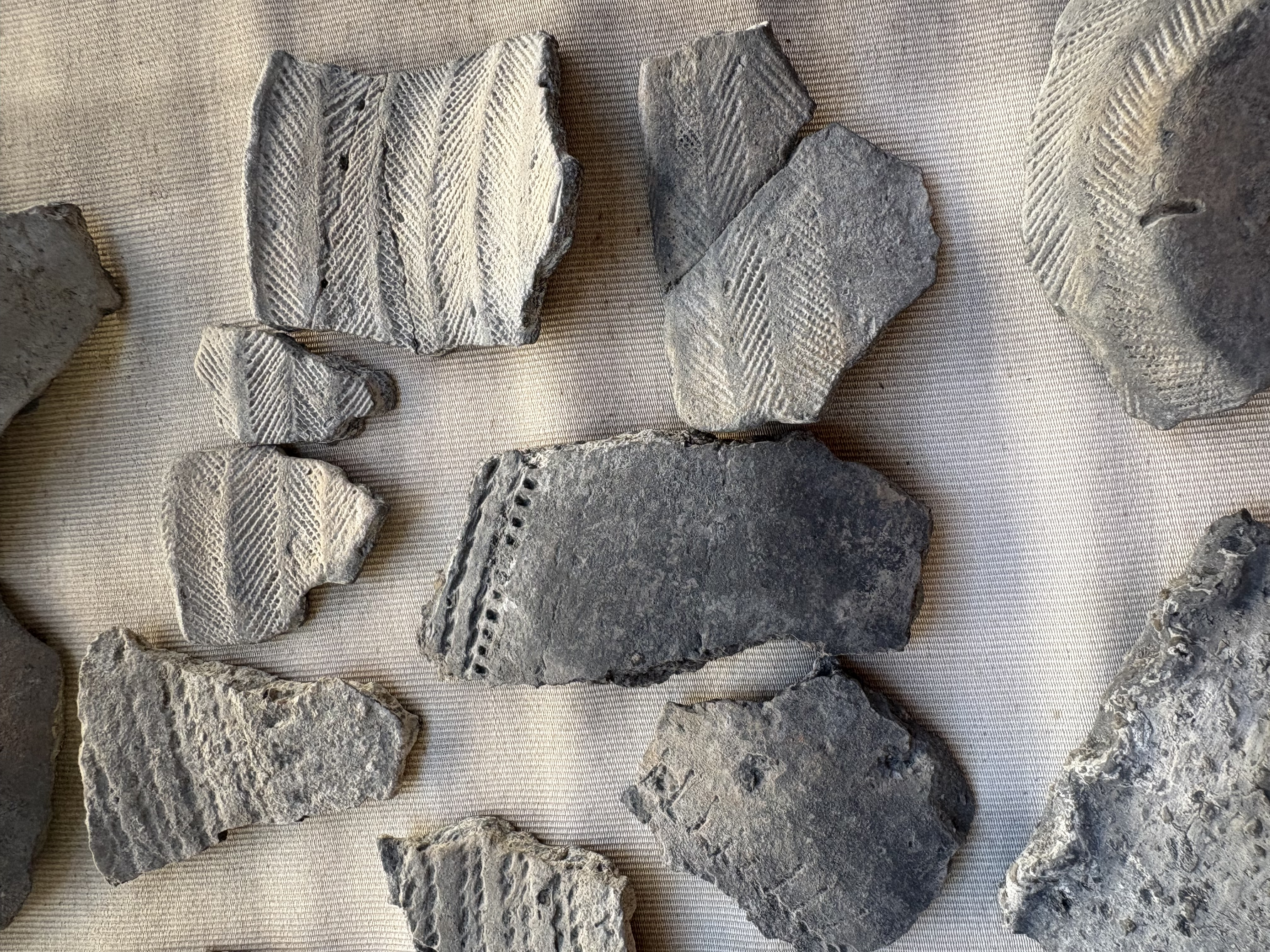

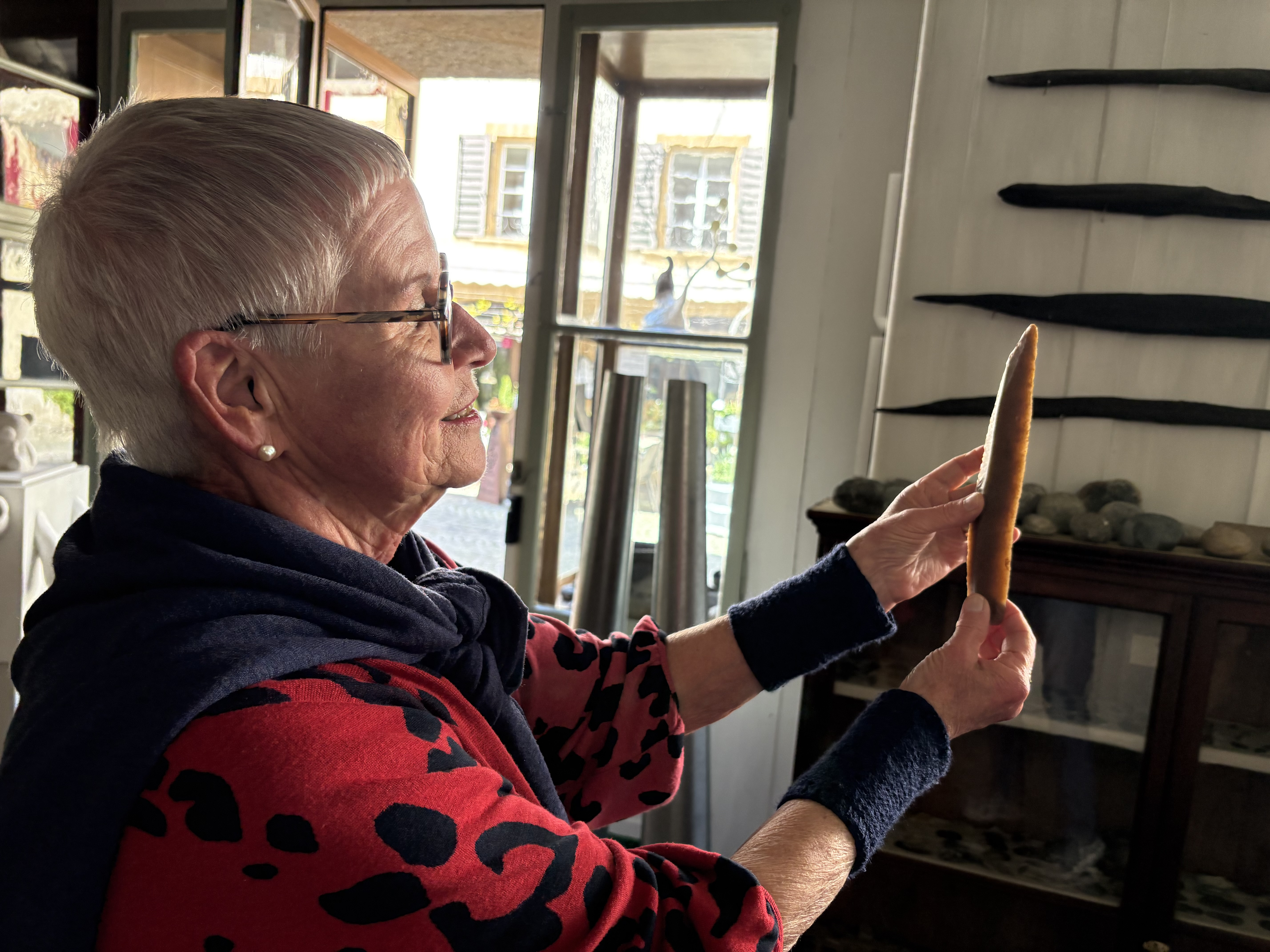
Annelise Zwez mit einer Speerspitze aus Silex

Das Museum wurde 1939 eröffnet und ist im Originalzustand aus den 1930er Jahren erhalten geblieben, von ein paar Ausbesserungsarbeiten abgesehen. Gezeigt werden zahlreiche Funde aus der Gegend des Bielersees wie Pfeilspitzen, Stein- und Horngeräte, Keramik und einige Bronzegegenstände. Mehrere Werke von zeitgenössischen Künstlern lassen heute unterschwellig einen subtilen Dialog zwischen Pfahlbaukultur und zeitgenössischer Kunst erkennen, wie die Besitzerin und Kuratorin Annelise Zwez schreibt. Sie ist die Ur-Urenkelin von Wilhelm Irlet, des Begründers der Sammlung.
Nach dem Tod von Carl Irlet – er starb auf der Pfahlbaustation Lüscherz – geriet die Sammlung im Fraubrunnenhaus etwas in Vergessenheit. Zwar empfing auch die nächste Generation immer wieder Gäste, aber alles blieb unberührt. Zu Beginn der 1990er Jahre, als mehr und mehr Kunstschaffende zu Besuch ins Fraubrunnenhaus kamen und begeistert auf das Museum reagierten, begann sich Annelise Zwez ernsthaft um die Sammlung zu kümmern.
Die Ausstellung ist von April bis Oktober geöffnet. Familien und Gruppen bis maximal zwanzig Personen können Museum und Haus unter der Führung der Besitzerin nach Anmeldung besuchen.